# Jessica Hodgins
Jessica K. Hodgins (* 20. Jahrhundert in Urbana, Illinois, USA) ist eine US-amerikanische Informatikerin und Hochschullehrerin. Sie ist Professorin am Robotics Institute and Computer Science Department der Carnegie Mellon University.

## Leben und Werk
Hodgins ist die Tochter der Lehrerin Audry Hodgins und Frank Hodgins. Sie besuchte die Urbana High School in Urbana, Illinois, und studierte Mathematik an der Yale University, wo sie einen Bachelor of Arts erwarb. Sie promovierte 1989 an der Carnegie Mellon University bei dem Robotiker Marc Raibert mit der Dissertation: Legged Robots on Rough Terrain: Experiments in Adjusting Step Length. Von 1992 bis 2000 forschte sie als Associate Professor, Assistant Dean, Associate Professor und Assistant Dean am College of Computing des Georgia Institute of Technology. Anschließend wurde sie Allen Newell University Professor of Computer Science and Robotics an der Carnegie Mellon University.
Von 2008 bis 2016 gründete und leitete sie Forschungslabors für Disney, war ab 2012 Vizepräsidentin bei Disney Research und leitete die Labore in Pittsburgh und Los Angeles. Sie leitete die Projekte, die sich mit Weichgewebedynamik, Stoffanimation, Animation nichtmenschlicher Charaktere aus menschlichen Bewegungsdaten, weicher Robotik und Bewegungserfassung durch am Körper montierte Kameras befassten. Seit Mai 2018 arbeitet sie als Research Director bei Facebook, wo sie ein neues Facebook AI Research (FAIR)-Labor in Pittsburgh gründete und leitet.
Von 2000 bis 2002 war sie Chefredakteurin der ACM Transactions on Graphics und 2003 Leiterin von ACM SIGGRAPH Papers. Von 2012 bis 2017 war sie gewählte Direktorin im Exekutivkomitee der ACM SIGGRAPH und wurde 2017 zur Präsidentin der ACM SIGGRAPH gewählt.

## Forschung
Ihre Forschung konzentriert sich auf Computergrafik, Animation und Robotik mit Schwerpunkt auf der Erzeugung und Analyse menschlicher Bewegungen. Sie erforscht Techniken, die es Robotern und animierten Kreaturen eines Tages ermöglichen könnten, ihre Aktionen in komplexen und unvorhersehbaren Umgebungen zu planen und zu kontrollieren, während sie mit Menschen interagieren. Im Februar 2022 betrug ihr h-Index 78.

## Auszeichnungen (Auswahl)
- NSF Young Investigator Award[6]
- Packard Fellowship[7]
- Sloan Fellowship
- 2010: ACM SIGGRAPH Computer Graphics Achievement Award[8][9]
- 2017: Steven Anson Coons Award for Outstanding Creative Contributions to Computer Graphics[10]